# Charles de Condren
Charles de Condren, né le 15 décembre 1588 à Vauxbuin près de Soissons et mort le 17 janvier 1641, est un homme d'Église français du XVIIe siècle, supérieur général à partir de 1629 de la Société de l'Oratoire de Jésus et de Marie, fondée en 1611 par Pierre de Bérulle.
Il n'a presque rien publié de son vivant.

## Biographie

### Origines familiales et formation
Charles de Condren naît dans une famille de petite noblesse. Son père, gouverneur du château royal de Monceaux près de Meaux, s'est converti du protestantisme au catholicisme.
Charles fait à l'âge de onze ans et demi une expérience déterminante de la grandeur de Dieu[Laquelle ?].
Il fait ses études secondaires au collège d'Harcourt de 1603 à 1605.
Étudiant en théologie à la Sorbonne, il est ordonné prêtre en 1614 et obtient l'année suivante un doctorat.

### Débuts à l'Oratoire de Jésus (1617-1629)
Il renonce alors à son droit d'aînesse et à l'héritage familial et entre en 1617 dans la société de l'Oratoire de Jésus et de Marie fondée à Paris en 1611 par Pierre de Bérulle (1575-1629), après avoir hésité à entrer chez les capucins.
Il participe l'année suivante à la fondation d'une nouvelle maison de l'Oratoire à Nevers et en 1619 se rend à Langres pour l'ouverture d'un séminaire, suivant les dispositions du concile de Trente (1540-1562). Il retourne à Paris en 1620 pour ouvrir un nouvel Oratoire à Poitiers[pas clair] puis en 1624, celui de Saint-Magloire à Paris qui sert de séminaire. Il retourne à l'Oratoire de la rue Saint-Honoré en 1625.
Deux ans plus tard, il devient le confesseur de Gaston d'Orléans, frère du roi Louis XIII. Il obtient la réconciliation du roi et de son frère le 18 avril 1630 à Troyes[pas clair]. Condren est aussi confesseur de Bérulle. Dans le climat d'essor spirituel que connaît alors la France[réf. nécessaire], Condren dirige[pas clair] aussi Gaston de Renty qu'il aide à développer la Compagnie du Saint-Sacrement.

### Supérieur général de l'Oratoire (1629-1641)
Le 30 octobre 1629, très vite après la mort du cardinal de Bérulle (2 octobre), il est élu supérieur général de l'Oratoire de Jésus, afin d'éviter une intervention du cardinal de Richelieu, méfiant à l'égard de ce qu'on appelait alors les « dévots ».
L'Oratoire a soixante et onze maisons en 1631.
Condren, découragé, est au bord de démissionner en 1634.[pas clair]
En 1634, il devient directeur spirituel de Jean-Jacques Olier, grâce à l'entremise d'Agnès de Langeac. Olier fonde ensuite la compagnie des Prêtres de Saint-Sulpice. Charles de Condren l'encourage dans cette voie jusqu'à son dernier souffle[réf. nécessaire] le dissuadant d'accepter l'épiscopat. Il le fait aussi missionner dans les campagnes et l'encourage à la dévotion au Saint-Sacrement, selon la spiritualité bérullienne. Cependant à la différence de Bérulle qui parlait d'élévation et de louange, Condren évoque plutôt l'état d'hostie sacrificielle et de consommation devant la grandeur de Dieu.[pas clair]
En 1638, il fonde le collège de Juilly (actuel département de la Seine-et-Marne).
Sa modestie lui fait refuser le chapeau de cardinal et les archevêchés de Reims et de Lyon[réf. nécessaire].

### Mort et funérailles
Il est inhumé dans la chapelle du collège de Juilly aux côtés du cardinal Pierre de Bérulle.

## Publications
On a de lui plusieurs  ouvrages de piété.
- Charles de Condren, Œuvres complètes, publiées sous la direction de l’abbé Pin, Paris, Guyot et Roidot, 1858.

## Jugements sur Charles de Condren
Henri Bremond dit de lui qu'il avait une « curieuse psychologie », mais qu'il était « un génie subtil et de conscience raffinée ».
Il avait une mémoire exceptionnelle et était selon Nicolas Goulas, dans ses Mémoires, d'une gaité toute simple et toute naïve.[réf. nécessaire]

## Source
Cet article comprend des extraits du Dictionnaire Bouillet. Il est possible de supprimer cette indication, si le texte reflète le savoir actuel sur ce thème, si les sources sont citées, s'il satisfait aux exigences linguistiques actuelles et s'il ne contient pas de propos qui vont à l'encontre des règles de neutralité de Wikipédia.